# Вулиця Петриківська (Тернопіль)
Вулиця Петриківська — вулиця у житловому масиві «Дружба» міста Тернополя.

## Відомості
Розпочинається у дворі будинку №7 вулиці Гетьмана Івана Мазепи, перетинається з вулицею Гетьмана Івана Виговського та закінчується примиканням до вулиці Назарія Яремчука. Довжина вулиці — близько 360 м. На вулиці переважають приватні будинки, є декілька багатоповерхівок. Вулиця у незадовільному стані: дороги та багатоповерхові будинки потребують ремонту.

## Дотичні вулиці
Дотичні лівобічні вулиці — Тісна, правобічні — Ілярія Бриковича.

## Установи
- Амбулаторія №6 (вулиця Петриківська, 25а)
- Корпус №7 ТНПУ (вулиця Петриківська, 11)